# Лиепиньш, Робертс
Робертс Лиепиньш (латыш. Roberts Liepiņš; 2 сентября 1890, Петертальская волость, Туккумский уезд, Курляндской губернии Российская империя — 16 сентября 1978, Людвигсбург, ФРГ) — латвийский политический, дипломатический и государственный деятель. Министр финансов Латвии (1928). Мэр Риги (1936—1940).

## Биография
Сын фермера. В 1911—1918 годах обучался в Рижском политехническом институте. С 1919 года руководил работой Латвийского комитета по снабжению беженцев в Пскове. В июне того же года стал представителем Временного правительства Латвии в занятых Россией районах Пскова, затем до декабря 1921 года работал в Министерстве иностранных дел Латвии. В 1921—1922 годах — помощник директора, в 1922—1928 годах — директор департамента административного права МИД Латвии.
С 8 марта по 30 ноября 1928 года занимал пост министра финансов Латвии.
После этого с 1928 по 1933 год работал послом Латвии в Литве. В 1933—1935 годах был послом Латвии в Эстонии, с 1935 по 1936 год — послом в СССР.
В июле 1936 года был избран мэром города Риги. После ввода советских войск в Латвию в 1940 году сложил полномочия градоначальника.
В 1941 году эмигрировал в Германию. После немецкой оккупации Латвийской ССР вернулся на родину. Работал директором благотворительной организации «Народная помощь». Был начальником Рижского латышского общества.
Один из подписантов Меморандума Латвийского Центрального Совета в 1944 году. В 1944 году бежал в Германию.
В эмиграции занимал руководящие должности в латвийских организациях перемещенных лиц в Германии, в том числе в Латвийском Центральном Совете и Латвийском Национальном Совете. С 1945 года работал в Латвийском Красном Кресте. До 1962 года — директор Латвийского Красного Креста. Руководитель отдела иностранных дел Европейского центра Комитета освобождения Латвии.

## Награды
- Командор Ордена Трёх звёзд
- Крест Признания I степени № 19 (16 ноября 1938)[2]
- Ордена Бельгии, Литвы, Норвегии, Финляндии, Эстонии.